# Nội chiến Sri Lanka
Nội chiến Sri Lanka là một cuộc xung đột vũ trang trên đảo Sri Lanka. Bắt đầu từ ngày 23 tháng 7 năm 1983, đã có một cuộc nổi dậy bởi Tổ chức chính trị cánh tả là phe Những con Hổ giải phóng Tamil Eelam (LTTE), một tổ chức phiến quân ly khai đã chiến đấu để tạo ra một nhà nước Tamil độc lập ở phía bắc và phía đông của hòn đảo. Sau một chiến dịch quân sự dài 26 năm, quân đội Sri Lanka đánh bại Tổ chức con Hổ Tamil tháng 5 năm 2009 khiến tổ chức ly khai và cánh tả đó đã bị tiêu diệt.
Trong hơn 25 năm, cuộc nội chiến này gây ra khó khăn đáng kể cho người dân, môi trường và nền kinh tế của đất nước, với khoảng 80.000-100.000 người thiệt mạng trong suốt cuộc chiến. Các chiến thuật được sử dụng bởi những con hổ giải phóng Tamil Eelam là kết quả được biết đến như là một tổ chức khủng bố ở 32 quốc gia, bao gồm Hoa Kỳ, Ấn Độ, Australia, Canada và các quốc gia thành viên của Liên minh châu Âu.
Sau hai thập kỷ chiến đấu và cố gắng không thành công tại các cuộc đàm phán hòa bình, bao gồm cả việc trung gian hòa giải của quân đội Ấn Độ với tư cách Lực lượng gìn giữ hòa bình trong những năm 1987-1990, đàm phán kéo dài giải quyết cuộc xung đột bắt đầu khi một hiệp định ngừng bắn được tuyên bố vào tháng 12 năm 2001, và một thỏa thuận ngừng bắn đã ký kết với hòa giải quốc tế trong năm 2002. Chiến sự hạn chế trong cuối năm 2005 và bắt đầu leo thang cho đến khi chính phủ đưa ra một số các cuộc tấn công quân sự lớn chống lại LTTE trong tháng 7 năm 2006, LTTE rút ra toàn bộ phía Đông của đảo. LTTE sau đó tuyên bố họ sẽ "tiếp tục cuộc đấu tranh tự do của họ để trở thành quốc gia".
Trong năm 2007, chính phủ tấn công ở phía bắc của đất nước, và chính thức tuyên bố rút khỏi thỏa thuận ngừng bắn vào ngày 02 tháng 1 năm 2008, cáo buộc LTTE đã vi phạm các thỏa thuận hơn 10.000 lần. Họ phá hủy một số tàu buôn lậu lớn vũ khí cho LTTE, và một chiến dịch đàn áp quốc tế về tài trợ cho những con hổ Tamil cũng diễn ra, chính phủ nắm quyền kiểm soát toàn bộ khu vực trước đây được điều khiển bởi những con hổ Tamil, bao gồm cả Kilinochchi, căn cứ quân sự chính Mullaitivu và toàn bộ các đường cao tốc A9, kẻ dẫn đầu LTTE thừa nhận thất bại cuối cùng vào ngày 17 tháng 5 năm 2009 Sau khi chiến tranh kết thúc, chính phủ Sri Lanka tuyên bố Sri Lanka là nước đầu tiên trên thế giới hiện đại đã tiêu diệt chủ nghĩa khủng bố.